# Olevs'k
Olevs'k (in ucraino Олевськ?) ha una popolazione di 10 032 abitanti  ed è una città ucraina situata nel distretto di Korosten', nell'oblast' di Žytomyr. Ospita l'amministrazione della comunità territoriale di Olevs'k, una delle comunità territoriali dell'Ucraina.
Fino al 18 luglio 2020 Olevs'k era il centro amministrativo del distretto di Olevs'k. Come parte della riforma amministrativa che ha ridotto a quattro il numero dei distretti dell'oblast' di Žytomyr. L'area del distretto di Olevs'k venne fusa nel distretto di Korosten'.